# Planeta Rica
Pour les articles homonymes, voir Planeta et Rica.
Planeta Rica est une municipalité située dans le département de Córdoba, en Colombie.